# Референдумы в Швейцарии (1900)
Референдумы в Швейцарии проходили 20 мая и 4 ноября 1900 года. На майском референдуме федеральный закон о медицинском страховании, страховании от несчастных случаев и страховании военных был отклонён 69,8% голосов. В ноябре проводились референдумы по введению пропорционального представительства в Национальном совете и прямых выборов в Федеральный совет Швейцарии. Оба предложения были отвергнуты как большинством избирателей, так и большинством кантонов.

## Избирательная система
Референдум о страховании был факультативным и требовал для одобрения лишь большинство голосов избирателей. Референдумы по пропорциональном представительстве в Национальном совете и о прямых выборах в Федеральный совет Швейцарии являлись гражданскими инициативами, которые требовали двойного большинства для одобрения. 

## Результаты

### Референдум по страхованию
| Выбор                                | Голосов | %    |
| ------------------------------------ | ------- | ---- |
| За                                   | 148 035 | 30,2 |
| Против                               | 341 914 | 69,8 |
| Пустых бюллетеней                    | 5 636   | –    |
| Недействительных бюллетеней          | 1 765   | –    |
| Всего                                | 497 350 | 100  |
| Зарегистрированных избирателей/ Явка | 745 228 | 66,7 |
| Источник: Nohlen & Stöver            |         |      |

### Пропорциональное представительство в Национальном совете
| Выбор                                | Общее голосование | Общее голосование | Кантоны | Кантоны | Кантоны |
| Выбор                                | Голосов           | %                 | Полных  | Полу-   | Всего   |
| ------------------------------------ | ----------------- | ----------------- | ------- | ------- | ------- |
| За                                   | 169 008           | 40,9              | 9       | 3       | 10,5    |
| Против                               | 244 666           | 59,1              | 10      | 3       | 11,5    |
| Пустых бюллетеней                    | 17 539            | –                 | –       | –       | –       |
| Недействительных бюллетеней          | 7 898             | –                 | –       | –       | –       |
| Всего                                | 439 111           | 100               | 19      | 6       | 22      |
| Зарегистрированных избирателей/ Явка | 747 262           | 58,8              | –       | –       | –       |
| Источник: Nohlen & Stöver            |                   |                   |         |         |         |

### Прямые выборы Федерального совета
| Выбор                                | Общее голосование | Общее голосование | Кантоны | Кантоны | Кантоны |
| Выбор                                | Голосов           | %                 | Полных  | Полу-   | Всего   |
| ------------------------------------ | ----------------- | ----------------- | ------- | ------- | ------- |
| За                                   | 145 926           | 35,0              | 7       | 2       | 8       |
| Против                               | 270 522           | 65,0              | 12      | 4       | 14      |
| Пустых бюллетеней                    | 15 734            | –                 | –       | –       | –       |
| Недействительных бюллетеней          | 7 316             | –                 | –       | –       | –       |
| Всего                                | 439 498           | 100               | 19      | 6       | 22      |
| Зарегистрированных избирателей/ Явка | 747 262           | 58,8              | –       | –       | –       |
| Источник: Nohlen & Stöver            |                   |                   |         |         |         |